# Wahlkreis Marzahn-Hellersdorf 1
Der Wahlkreis Marzahn-Hellersdorf 1 ist ein Abgeordnetenhauswahlkreis in Berlin. Er gehört zum Wahlkreisverband Marzahn-Hellersdorf und umfasst seit der Abgeordnetenhauswahl 2006 die Gebiete Marzahn-Nord, Marzahn-West und Marzahn-Ost.

## Abgeordnetenhauswahl 2023
Bei der Wahl zum Abgeordnetenhaus von Berlin 2023 traten folgende Kandidaten an:
| Name                              | Partei           | Anteil der Erststimmen | Anteil der Zweitstimmen |
| --------------------------------- | ---------------- | ---------------------- | ----------------------- |
| Gunnar Lindemann                  | AfD              | 28,8 %                 | 28,0 %                  |
| Medina Schaubert                  | CDU              | 22,0 %                 | 22,9 %                  |
| Björn Tielebein                   | Die Linke        | 18,3 %                 | 16,0 %                  |
| Gordon Lemm                       | SPD              | 17,3 %                 | 15,0 %                  |
| Ina Seidel-Grothe                 | Tierschutzpartei | 05,2 %                 | 04,0 %                  |
| June Tomiak                       | Grüne            | 03,1 %                 | 03,5 %                  |
| Batuhan Temiz                     | FDP              | 02,0 %                 | 02,2 %                  |
| Daniel Pranner                    | Die PARTEI       | 01,9 %                 | 01,4 %                  |
| Cornelia Klier                    | dieBasis         | 00,9 %                 | 00,5 %                  |
| Nadine Käfer                      | NPD              | 00,7 %                 | 00,6 %                  |
| –                                 | Sonstige         | –                      | 05,9 %                  |
| Wahlberechtigte: 31.227 Einwohner |                  |                        |                         |
| Wahlbeteiligung: 44,6 %           |                  |                        |                         |

## Abgeordnetenhauswahl 2021
Bei der Wahl zum Abgeordnetenhaus von Berlin 2021 traten folgende Kandidaten an:
| Name                              | Partei           | Anteil der Erststimmen | Anteil der Zweitstimmen |
| --------------------------------- | ---------------- | ---------------------- | ----------------------- |
| Gunnar Lindemann                  | AfD              | 22,7 %                 | 21,7 %                  |
| Gordon Lemm                       | SPD              | 22,3 %                 | 20,1 %                  |
| Björn Tielebein                   | Die Linke        | 21,0 %                 | 18,6 %                  |
| Medina Schaubert                  | CDU              | 12,1 %                 | 12,7 %                  |
| Ina Seidel-Grothe                 | Tierschutzpartei | 06,5 %                 | 03,8 %                  |
| Batuhan Temiz                     | FDP              | 05,1 %                 | 05,2 %                  |
| June Tomiak                       | Grüne            | 05,0 %                 | 05,3 %                  |
| Daniel Pranner                    | Die PARTEI       | 02,7 %                 | 01,9 %                  |
| Cornelia Klier                    | dieBasis         | 02,0 %                 | 01,1 %                  |
| Nadine Leonhardt                  | NPD              | 00,6 %                 | 00,5 %                  |
| –                                 | Die Grauen       | –                      | 01,6 %                  |
| –                                 | Graue Panther    | –                      | 01,1 %                  |
| –                                 | Tierschutz hier! | –                      | 01,1 %                  |
| –                                 | Freie Wähler     | –                      | 01,1 %                  |
| –                                 | Sonstige         | –                      | 04,2 %                  |
| Wahlberechtigte: 31.417 Einwohner |                  |                        |                         |
| Wahlbeteiligung: 59,7 %           |                  |                        |                         |

## Abgeordnetenhauswahl 2016
Bei der Wahl zum Abgeordnetenhaus von Berlin 2016 traten folgende Kandidaten an:
| Name                              | Partei               | Anteil der Erststimmen | Anteil der Zweitstimmen |
| --------------------------------- | -------------------- | ---------------------- | ----------------------- |
| Gunnar Lindemann                  | AfD                  | 30,6 %                 | 29,0 %                  |
| Wolfgang Brauer                   | Die Linke            | 28,7 %                 | 25,5 %                  |
| Gordon Lemm                       | SPD                  | 18,5 %                 | 15,6 %                  |
| Medina Schaubert                  | CDU                  | 09,1 %                 | 09,2 %                  |
| Karlheinz Wolf                    | Grüne                | 04,1 %                 | 03,5 %                  |
| Manfred Rouhs                     | ProD                 | 02,7 %                 | 02,2 %                  |
| Andreas Käfer                     | NPD                  | 02,5 %                 | 02,7 %                  |
| Katrin Zohr                       | FDP                  | 02,4 %                 | 02,1 %                  |
| ?                                 | Die Einheit          | 01,5 %                 | 0–                      |
| –                                 | Tierschutzpartei     | 0–                     | 02,8 %                  |
| –                                 | Graue Panther        | 0–                     | 02,3 %                  |
| –                                 | Piraten              | 0–                     | 01,6 %                  |
| –                                 | Die PARTEI           | 0–                     | 01,2 %                  |
| –                                 | Gesundheitsforschung | 0–                     | 01,1 %                  |
| –                                 | Sonstige             | 0–                     | 01,2 %                  |
| Wahlberechtigte: 32.544 Einwohner |                      |                        |                         |
| Wahlbeteiligung: 50,7 %           |                      |                        |                         |

## Abgeordnetenhauswahl 2011
Bei der Wahl zum Abgeordnetenhaus von Berlin 2011 traten folgende Kandidaten an:
| Name                              | Partei           | Anteil der Erststimmen | Anteil der Zweitstimmen |
| --------------------------------- | ---------------- | ---------------------- | ----------------------- |
| Wolfgang Brauer                   | Die Linke        | 36,4 %                 | 31,2 %                  |
| Gordon Lemm                       | SPD              | 29,7 %                 | 27,3 %                  |
| Sergej Henke                      | CDU              | 11,0 %                 | 10,2 %                  |
| Christian Fender                  | Grüne            | 05,6 %                 | 04,6 %                  |
| ?                                 | NPD              | 07,5 %                 | 06,3 %                  |
| ?                                 | pro Deutschland  | 04,7 %                 | 03,1 %                  |
| ?                                 | Die Freiheit     | 04,1 %                 | 01,8 %                  |
| ?                                 | FDP              | 01,0 %                 | 00,8 %                  |
| –                                 | Piraten          | 0–                     | 10,3 %                  |
| –                                 | Tierschutzpartei | 0–                     | 02,1 %                  |
| –                                 | Sonstige         | 0–                     | 02,3 %                  |
| Wahlberechtigte: 32.675 Einwohner |                  |                        |                         |
| Wahlbeteiligung: 39,2 %           |                  |                        |                         |

## Abgeordnetenhauswahl 2006
Bei der Wahl zum Abgeordnetenhaus von Berlin 2006 traten folgende Kandidaten an:
| Name                              | Partei    | Anteil der Erststimmen |
| --------------------------------- | --------- | ---------------------- |
| Wolfgang Brauer                   | Die Linke | 41,1 %                 |
| Andrea Böhringer                  | SPD       | 26,5 %                 |
| Maria Derr                        | CDU       | 10,7 %                 |
| Petra Lehmann                     | WASG      | 07,0 %                 |
| Sergej Henke                      | FDP       | 05,1 %                 |
| Steffen Kasche                    | DAP       | 04,4 %                 |
| Christian Fender                  | Grüne     | 03,4 %                 |
| Andreas Weber                     | BüSo      | 01,7 %                 |
| Wahlberechtigte: 33.186 Einwohner |           |                        |
| Wahlbeteiligung: 40,1 %           |           |                        |

## Abgeordnetenhauswahl 2001
Der Wahlkreis Marzahn-Hellersdorf 1 umfasste zur Abgeordnetenhauswahl am 21. Oktober 2001 die Gebiete Marzahn-Nord, Marzahn-West und Wuhletalstraße. Es traten folgende Kandidaten an:
| Name                              | Partei | Anteil der Erststimmen |
| --------------------------------- | ------ | ---------------------- |
| Wolfgang Brauer                   | PDS    | 56,1 %                 |
| Jörg Krakow                       | SPD    | 21,1 %                 |
| Dirk Rokohl                       | CDU    | 15,4 %                 |
| Ulrich Jaenike                    | FDP    | 05,5 %                 |
| Norbert Helm                      | Grüne  | 01,9 %                 |
| Wahlberechtigte: 22.073 Einwohner |        |                        |
| Wahlbeteiligung: 50,0 %           |        |                        |

## Abgeordnetenhauswahl 1999
Der Wahlkreis Marzahn 1 umfasste zur Abgeordnetenhauswahl am 10. Oktober 1999 die Gebiete Marzahn-Nord, Marzahn-West und Wuhletalstraße. Es traten folgende Kandidaten an:
| Name                              | Partei | Anteil der Erststimmen |
| --------------------------------- | ------ | ---------------------- |
| Wolfgang Brauer                   | PDS    | 50,1 %                 |
| Horst Bunk                        | CDU    | 27,4 %                 |
| Jörg Krakow                       | SPD    | 13,2 %                 |
| Andreas Storr                     | NPD    | 06,3 %                 |
| Cornelia Raschke                  | Grüne  | 02,0 %                 |
| Oliver Luft                       | FDP    | 01,1 %                 |
| Wahlberechtigte: 23.539 Einwohner |        |                        |
| Wahlbeteiligung: 51,8 %           |        |                        |

## Abgeordnetenhauswahl 1995
Die Bezirke Marzahn und Hellersdorf hatten vor ihrer Fusion im Jahr 2001 bei der Abgeordnetenhauswahl am 22. Oktober 1995 insgesamt neun Wahlkreise. Ein direkter Vergleich ist daher nicht möglich.

## Bisherige Abgeordnete
Direkt gewählte Abgeordnete des Wahlkreises Marzahn-Hellersdorf 1 (bis 1999: Marzahn 1):
| Jahr | Name             | Partei    | Anteil der Erststimmen |
| ---- | ---------------- | --------- | ---------------------- |
| 2023 | Gunnar Lindemann | AfD       | 28,8 %                 |
| 2021 | Gunnar Lindemann | AfD       | 22,6 %                 |
| 2016 | Gunnar Lindemann | AfD       | 30,6 %                 |
| 2011 | Wolfgang Brauer  | Die Linke | 36,4 %                 |
| 2006 | Wolfgang Brauer  | Die Linke | 41,1 %                 |
| 2001 | Wolfgang Brauer  | PDS       | 56,1 %                 |
| 1999 | Wolfgang Brauer  | PDS       | 50,1 %                 |